# Nežmah
Nežmah je priimek več znanih Slovencev:
- Bernard Nežmah (*1961), sociolog, publicist
- Matic Nežmah, atlet
- Tanja Nežmah Dolinšek (*1970), pesnica
- Urban Nežmah (1843−1928), rimskokatoliški duhovnik in nabožni pisatelj